# Крістіан Кунке
Крістіан Кунке (нім. Christian Kuhnke; нар. 13 квітня 1939) — колишній німецький тенісист.
Найвищу одиночну позицію світового рейтингу — 8 місце досяг 1964 року (за даними Ленса Тінґея).
Здобув 1 одиночний титул.
Найвищим досягненням на турнірах Великого шолома був фінал в парному розряді.
Завершив кар'єру 1970 року.

## Фінали турнірів Великого шолома

### Парний розряд (1 поразка)
| Результат | Рік  | Турнір            | Покриття | Партнер           | Суперник                | Рахунок       |
| --------- | ---- | ----------------- | -------- | ----------------- | ----------------------- | ------------- |
| Поразка   | 1962 | Чемпіонат Франції | Ґрунт    | Вільгельм Бунгерт | Рой Емерсон Ніл Фрейзер | 3–6, 4–6, 5–7 |